# グローバル マネジメント
株式会社グローバル マネジメント(ぐろーばるまねじめんと、英文社名：GLOBAL MANAGEMENT CO.,LTD.)は日本の音楽芸能プロダクション。代表取締役は山口望。

## 概要
2004年5月14日株式会社グローバル マネジメント設立。元代表取締役近藤継傳は病気治療に専念するため2011年10月23日をもって一時代表取締役を辞任。後任には、以前取締役を務めていた山口望が同日付けで代表取締役に就任。

### かつて所属していたアーティスト
- HEATH（X JAPAN）
- the Underneath

### レーベル
- STIRRING RECOARDS

### 出版物
- MOON FLOWER [US盤] （2008年3月18日）
- MOON FLOWER [日本盤] （2008年7月23日）
- us. （2009年11月11日）

## 関連会社
株式会社グローバル音楽出版(GLOBAL MUSIC PUBLISHER )